# Вітув (гміна Буженін)
Вітув (пол. Witów) — село в Польщі, у гміні Буженін Серадзького повіту Лодзинського воєводства.
Населення — 575 осіб (2011).
У 1975-1998 роках село належало до Серадзького воєводства.

## Демографія
Демографічна структура станом на 31 березня 2011 року:
|          | Загалом | Допрацездатний вік | Працездатний вік | Постпрацездатний вік |
| -------- | ------- | ------------------ | ---------------- | -------------------- |
| Чоловіки | 288     | 62                 | 180              | 46                   |
| Жінки    | 287     | 52                 | 148              | 87                   |
| Разом    | 575     | 114                | 328              | 133                  |